# Coxina guinocha
Coxina guinocha är en fjärilsart som beskrevs av William Schaus 1933. Coxina guinocha ingår i släktet Coxina och familjen nattflyn. Inga underarter finns listade i Catalogue of Life.